# Ман, Наталия
Наталия Семёновна Ман (в браке — Вильям-Вильмонт; 10 [23] февраля 1908, Санкт-Петербург, Российская империя — 1984) — русская переводчица.

## Биография
Родилась в 1908 году в Петербурге, в интеллигентной еврейской семье. Отец был юристом и оперным-певцом.
Переводила художественную прозу, в первую очередь классическую немецкую литературу. Ей также принадлежат переводы с английского и французского языков. Сотрудничала с С. К. Аптом. В. Б. Микушевич назвал их совместный перевод романа «Доктор Фаустус» Томаса Манна выдающимся событием в литературе. По словам Н. М. Любимова, для Наталии Ман характерны «умение выявлять подтекст, следить за ходом мысли автора, богатый и гибкий словарь».
Наталия Ман — жена переводчика-германиста Николая Вильмонта и мать писательницы Екатерины Вильмонт.
Погибла при пожаре в своей квартире. Урна с прахом захоронена в колумбарии Донского кладбища (12 колумбарий,17 секция) в 1 нише с мужем и дочкой.

## Переводы

### С немецкого языка

#### Фридрих Шиллер
- Разбойники, сопереводчик М. Достоевский (стихотворения)

#### Иоганн Вольфганг Фон Гёте
- Из моей жизни. Поэзия и правда
- Эгмонт
- Из «Итальянского путешествия»
- Счастливое событие
- Новелла
- О немецком зодчестве
- Простое подражание природе, манера, стиль
- О Лаокооне
- О правде и правдоподобии в искусстве
- Коллекционер и его близкие
- Винкельман и его время
- Ко дню Шекспира
- Об эпической и драматической поэзии
- Памяти Байрона (и другие статьи[12])

#### Томас Манн
- Лотта в Веймаре
- Признания авантюриста Феликса Круля
- Смерть в Венеции
- Тонио Крёгер (под псевдонимом Н. Манн)

Романы:
- Будденброки
- Доктор Фаустус, сопереводчик С. Апт

#### Генрих Манн
- Учитель Гнус

#### Вольфганг Борхерт
- В мае куковала кукушка
- Гамбург
- Город
- Мимо, мимо
- Останься, жираф
- Писатель
- Иисус отказывается
- На улице перед дверью (пьеса)

#### Хаймито фон Додерер
- Слуньские водопады

### С английского языка

#### Сомерсет Моэм
- Луна и грош

Джек Лондон
- Майкл, брат Джерри

### С французского языка

#### Мольер
- Лекарь поневоле